# Rosensee
Der Rosensee ist ein See in der Holsteinischen Schweiz im Lauf der Schwentine.

## Geschichte
Der See entstand als Stausee bis 1908 im Zuge der Errichtung der Schwentine Wasserkraftwerke durch den Werftengründer Bernhard Howaldt und ist heute elementarer Bestandteil des Landschaftsparks Schwentine. Für den Zweck als Stausee musste Bernhard Howaldt zuvor Ländereien entlang der Schwentine bis zu den Ländereien des Grafen Christian zu Rantzau (Gut Rastorf) und des Klosters Preetz aufkaufen. Der Preis für einen Hektar betrug damals etwa 2.000 Mark. Durch das Wasserkraftwerk Raisdorf 1 an der Rastorfer Mühle wurde Raisdorf im Jahr 1904 erstmals mit Strom versorgt. 1909 folgte das Wasserkraftwerk Raisdorf 2. Die Kraftwerke stehen heute unter Denkmalschutz und werden von den Kieler Stadtwerken betrieben und erhalten.
Im Zuge von umfangreichen Sanierungsarbeiten am Wasserkraftwerk Raisdorf 2 musste der Rosensee 2004 für mehr als drei Monate abgelassen werden.